# Remigiusz Zaorski

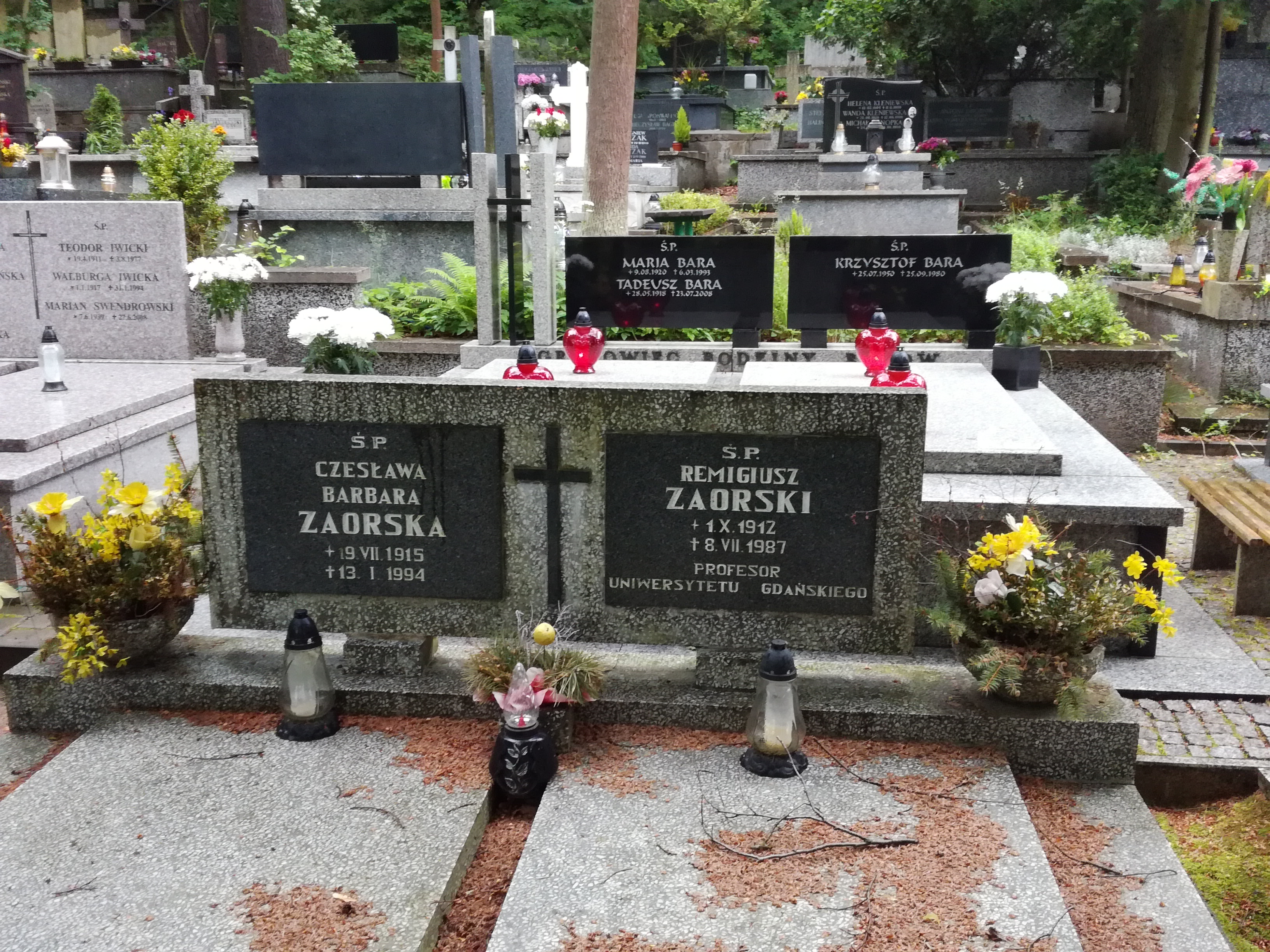
Grób prof. Remigiusza Zaorskiego na Cmentarzu Komunalnym w Sopocie

Remigiusz Zaorski (ur. 1 listopada 1912 w Lublinie, zm. 8 lipca 1987) – polski prawnik, specjalizujący się w prawie międzynarodowym publicznym i prawie morza.
W 1932 roku ukończył gimnazjum humanistyczne w Lublinie i podjął studia prawnicze na Uniwersytecie Warszawskim. Po ich ukończeniu podjął pracę na uczelni, równocześnie odbywając aplikację sądową i notarialną. W czasie II wojny światowej przebywał w Lublinie, gdzie pracował jako księgowy.
W 1945 roku uzyskał na Uniwersytecie Warszawskim stopień doktora. Tematem jego rozprawy było Władztwo państwa na wodach przybrzeżnych, a promotorem Cezary Berezowski. Habilitację uzyskał w 1950 roku na podstawie rozprawy Wolne obszary portowe. Tytuł profesora otrzymał w 1967 roku.
Pracował na Uniwersytecie Warszawskim (1947–1950), w Wyższej Szkole Ekonomicznej w Sopocie, w Instytucie Bałtyckim w Gdańsku (latach 1946–1957 kierował tam Zakładem Praw Morza, a od 1957 do 1970 był dyrektorem Instytutu), na Uniwersytecie Gdańskim (1970–1981 pełnił funkcję kierownika Zakładu Praw Międzynarodowego i dyrektora Instytutu Nauk Prawno-Ustrojowych) oraz na Uniwersytecie Mikołaja Kopernika (w latach 1964–1967 jako kierownik Katedry Prawa Międzynarodowego). W 1981 roku przeszedł na emeryturę. Pochowany na cmentarzu komunalnym w Sopocie (kwatera E1-2-5).

## Wybrane publikacje
- Władztwo na morzu przybrzeżnym (1948)
- Wolne obszary portowe (1950)
- Prawo morskie rybackie (1954, wspólnie ze Stanisławem Matysikiem)
- Konwencje genewskie o prawie morza (1962)
- Eksploatacja biologicznych zasobów morza w świetle prawa międzynarodowego (1967)